# サームヤーン駅
サームヤーン駅（サームヤーンえき、タイ語:สถานีสามย่าน）は、タイ王国バンコク都パトゥムワン区にある、バンコク・メトロの駅である。駅番号は「BL27」。

## 概要
地下にある駅への出入口は2箇所しかなく、駅はラーマ4世通りとシーパラヤ通り、パヤータイ通りの交差点付近にある。
付近はチュラロンコーン大学の至近とあって、学生が多い。またサームヤーン市場があり、特に昼間の2Fフードコートは半ばチュラロンコーン大学生の学食と化している。夜12時頃まで営業している。シーフードで有名だが最近はステーキ屋台が多くなっている。

## 駅構造
フルスクリーンタイプのホームドアがあり、上下方向別単式ホーム2面2線の地下駅である。改札口が地下1階にあり、地下2階にバンスー方面、地下4階にフワランポーン方面のプラットホームがあり、三重構造となっている。

### 駅階層
| 地面    | 出入口                                                 | ラーマ4世通り                                           |
| 地下1階 | 改札口階                                               | 自動券売機、自動改札口、ATM                             |
| 地下2階 | 2番線・下り■ブルーライン                               | →シーロム・スクムウィット・バーンスー方面               |
| 地下2階 | 上下方向別単式ホーム（フルハイトタイプホームドアあり） |                                                         |
| 地下4階 | 1番線・上り■ブルーライン                               | ←フワランポーン・タープラ・バーンワー・ラックソーン方面 |
| 地下4階 | 上下方向別単式ホーム（フルハイトタイプホームドアあり） |                                                         |

## 駅周辺
- サームヤーン市場（出口2）
- チュラロンコーン大学
- マンダリン・ホテル
- マックスバリュタンジャイIdeo Q chula Samyan（アイデオ キュー チュラ サムヤーン）店
- ワット・フアランポーン
- タイ赤十字社

### チャムチュリースクエア
- かつや
- 8番らーめん
- やよい軒
- ペッパーランチ
- ばさらかラーメン
- スターバックス
- Lotus's Supermarket
- セブン-イレブン
- Swensens
- Asia Book
- Boston Bright

### サムヤーン・ミットタウン
- Big C Food Place
- 無印良品
- ユニクロ
- スターバックス
- タコベル
- ティムホートンズ